# 贍國軍
贍國軍，中国古代的行政区划，在今山东省滨州市。
五代后汉天福十二年（947年）之前，分棣州渤海县境内设置贍國军。后唐在这里榷盐，后汉设置贍國军，管理盐务，属于天平军节度使。后周显德三年（956年），周世宗改贍國軍为滨州，滨州下辖渤海县、蒲台县。